# Bolinas
Bolinas est une census-designated place située dans le comté de Marin, dans l’État de la Californie, aux États-Unis. Sa population s’élevait à 1 620 habitants lors du recensement de 2010.

## Démographie
| 2000  | 2010  | - | - | - | - |
| ----- | ----- | - | - | - | - |
| 1 506 | 1 620 | - | - | - | - |

## Personnalités
- Liste de personnalités de Bolinas (Californie) (en)